# Légion 88
Légion 88 war eine französische Rechtsrock-Band aus Paris, die ursprünglich aus Essonne stammte. Sie existierte von 1984 bis etwa 1993. Sie zählte zu den bekanntesten rechtsextremen Skinhead-Gruppen ihrer Zeit und prägt auch noch heute die Rechtsrock-Szene Frankreichs.

## Bandgeschichte
Der Bandname Légion 88 referiert sowohl auf das bekannte Zahlenkürzel „88“ = Achter Buchstabe des Alphabets = „HH“ für „Heil Hitler“ als auch auf das Tempo, mit dem die Fremdenlegion marschiert.
Die Band wurde im August 1984 gegründet und veröffentlichte ein Album und mehrere Single auf dem Label Rebelles Européens.  Jean-Christophe M. alias Géno, der erste Sänger der Gruppe wurde 1986 verhaftet, weil er an einem Überfall auf ein Parteilokal der Parti communiste français in Livry-Gargan beteiligt war. Kurze Zeit später ertrank er in der Loire. Er wurde durch Alain Pérez ersetzt.
Auf dem Independent-Label Street Fighting Records erschien ein Tributealbum für die Gruppe. Alain Pérez verließ Légion 88 und spielte anschließend in den Bands Short Cut und Tribal Zone.

## Ideologie
Légion 88 waren neonazistisch ausgerichtet. So forderten sie in Liedern Freiheit für Rudolf Heß oder verwendeten deutsche Refrains wie „Ein Volk - Ein Reich – Ein Führer“. Fred Wartner (Bass) und Dominique Laffont (Gitarre) gehörten einige Zeit der Parti nationaliste français et européen (PNFE) an.

## Diskografie

### Alben
- 1988: Thulé (Rebelles Européens)

### Singles/EPs
- 1987: Terroristes (Rebelles Européens)
- 1991: Legion Blanche (Rebelles Européens)
- 1999: Live (Split-7’’ mit Open Season, White League)

### Kompilationen
- 1987: Debout! Vol. 1 (Sampler mit Bunker 84 und Skin-Korps)
- 1998: The Best of (Charlemagne Records)
- 2000: 1984–1987 (Bootleg)
- 2009: Legion Francaise (Septentrion)
- 2010: Icebreaker 1985 (LP, When Typhoid Courtney Drops)

### Tributalbum
- 2006: Tribute to Legion 88 (2CD, Street Fighting Records)